# Batalla de Mezőkeresztes
La batalla de Mezőkeresztes fou un enfrontament militar entre otomans i hongaresos prop de la ciutat de Mezőkeresztes, el 26 d'octubre de 1596.

## Antecedents
Mehmet II havia ocupat Eger i les forces imperials enviades en ajut d'aquesta ciutat, van arribar tard i ara volien intentar reprendre el castell; després d'alguns dubtes aquestes tropes van decidir entaular batalla amb els otomans. Manaven els imperials l'arxiduc Maximilià; el príncep de Transsilvània Segimon Bathory estava també allí amb les seves forces; això sumava en total uns 50.000 homes. Els otomans era més o menys el doble, però tècnicament els europeus eren superiors sobretot per l'artilleria, que era més potent.

## Batalla
El 22 i 25 d'octubre es van produir xocs preliminars i la batalla va començar el dia 26 després del migdia. Els imperials van dominar la situació i els otomans van iniciar la retirada però es va ordenar la persecució i llavors la superioritat otomana es va imposar i van aconseguir la victòria.

## Conseqüències
Malgrat aquesta victòria, els otomans van adonar-se per primera vegada de la superioritat dels equips militars occidentals sobre les armes otomanes. Aquesta batalla va ser la primera significativa a Europa central entre un gran exèrcit cristià i l'exèrcit turc otomà després de la batalla de Mohács. No obstant això, els austríacs van reconquerir Győr i Komarom el 1598 i la guerra entre Valàquia i els otomans va continuar fins a finals del 1599, quan Miquel no va poder continuar la guerra a causa del poc suport dels seus aliats.
Tot i la bona posició de Mehmet III al final de la batalla no la va saber explotar i els imperials tampoc podien fer res, i l'estat de guerra va durar uns anys. En aquest temps alguns timars no van comparèixer i altres van deixar de pagar i molts timariotes van veure els seus dominis confiscats (uns 550); els desposseïts es van unir als rebels djalalis i van crear problemes a l'estat otomà.